# タッブーレ
タッブーレ（タブーレ、タブレ、タブーリ、タブリ等とも表記する）（アラビア語: تبولة、tabbūle、tabbouleh、tabouleh、tabbouli、tabouli、taboulah）は中東レバンテ地方のサラダであり、細かく刻んだパセリを主体に、トマト、ミント、玉ねぎ、戻したブルグルを加え、オリーブ・オイル、レモン汁、食塩、甘トウガラシで味付けされた料理である。レタスを加えたり、ブルグルに替えてセモリナ粉を用いたりする場合がある。
タッブーレは、伝統的に東地中海地域やアラブ世界で前菜「メゼ」の一部として供されてきた。フムス、ババガヌーシュ、ピタその他のアラブ料理と同様に、タッブーレはアメリカ合衆国でよく知られた料理となっている。

## 語源
レバンテ地方のアラビア語「tabbūle」は、アラビア語「tābil」から、さらにはアラム語の語根「t-b-l」から来ており、ハーブやスパイスなどの「シーズニング」、あるいは文字どおり言えば「ひたす」を意味する。この言葉は、英語では 1950 年代に初出が確認されている。

## 歴史
「qaḍb」として知られる食用ハーブは、中世のアラブ料理に不可欠のものだった。タッブーレのような料理は、これらが現代の中東料理でも親しまれていることを示すものである。レバノンやシリアの山地に起源をもつタッブーレは、中東で最も好まれるサラダの一つとなった。レバノンのベッカー高原で栽培される小麦の一種「salamouni」は、19 世紀半ばには、タッブーレの主要食材であるブルグルに特に適していると考えられていた。レバノンでは、タッブーレの祝祭日として「タッブーレの日」(Lebanese National Tabbouleh Day) が 2001 年から 7 月第 1 土曜日に祝われている。

## 地域による違い
東地中海地域、特にシリア、レバノン、パレスチナ、ヨルダン、エジプトおよびイラクでは、タッブーレは前菜メゼの一部として供される。シリアやレバノンでは、ブルグルよりもパセリの方が量が多い。同種のサラダはトルコ料理では「クスル」、アメリカ料理では「イーチ」と呼ばれ、パセリよりもブルグルをずっと多く用いる。古代には「terchots」と呼ばれた。キプロスでは「tambouli」として知られ、この料理がレバノンに伝わった。ドミニカ共和国では、シリアやレバノンからの移民が伝え、「Tipile」と呼ばれている。タッブーレはイスラエルでも広く親しまれている。